# Little Stanmore
Little Stanmore est une zone anglaise située au nord-ouest de Londres, dans le borough londonien de Harrow.